# Le Péché originel de Takopi
Le Péché originel de Takopi (タコピーの原罪, Takopī no genzai) est un shōnen manga de Taizan 5 (ja), prépublié dans le magazine en ligne Shōnen Jump+ entre décembre 2021 et mars 2022 et publié par l'éditeur Shūeisha en un total de deux volumes reliés. La version française est éditée par Pika Édition en 2 tomes sortis le 25 janvier 2023.
Un ONA produit par le studio Enishiya (ja) est diffusée de juin à août 2025 sur Crunchyroll sous le nom de Takopi's Original Sin.

## Synopsis
Nnu-Anu-Kf est un Happian, un extraterrestre ressemblant à une pieuvre, qui a voyagé depuis la Happy Planet afin de répandre le bonheur. Après s'être écrasé sur Terre et avoir échappé aux autorités fédérales, il rencontre Shizuka, une fillette de 9 ans qui est harcelée sans relâche par sa camarade de classe Marina et qui ne trouve de réconfort qu'avec son chien Chappy. Shizuka, notant qu'il ressemble à une pieuvre, nomme l'extraterrestre Takopi. Takopi décide d'utiliser les Happy Gadgets de sa planète pour aider Shizuka, mais après que Marina ait été intentionnellement mordue par Chappy afin qu'il soit pris en charge par le contrôle des animaux, Shizuka utilise l'un des gadgets de Takopi pour se suicider. Conscient de la gravité de la situation, Takopi utilise un autre gadget pour voyager dans le temps, dans l'espoir de pouvoir améliorer la vie de Shizuka.

## Personnages
Takopi (タコピー, Takopī)
Voix japonaise : Kurumi Mamiya (en)
Shizuka Kuze (久世 しずか, Kuze Shizuka)
Voix japonaise : Reina Ueda
Marina Kirarazaka (雲母坂 まりな, Kirarazaka Marina)
Voix japonaise : Konomi Kohara
Naoki Azuma (東 直樹, Azuma Naoki)
Voix japonaise : Anna Nagase

## Manga
Scénarisé et dessiné par Taizan 5 (ja), Le Péché originel de Takopi est prépublié dans le magazine en ligne Shōnen Jump+ de Shūeisha entre le 10 décembre 2021 et le 25 mars 2022. Les 16 chapitres de la série sont publiés au format tankōbon par le même éditeur en deux volumes sortis respectivement le 4 mars  (ISBN 978-4-08-883049-0) et le 4 avril 2022  (ISBN 978-4-08-883104-6),.
La série est publiée en version anglaise sur le service Manga Plus de Shūeisha en simultané à la sortie japonaise. Le 3 février 2023, Viz Media annonce avoir licencié le manga pour une publication en anglais.
La version française est éditée par Pika Édition en 2 tomes sortis le 25 janvier 2023  (ISBN 978-2-8116-7515-8 et 978-2-8116-7716-9),, un coffret regroupant les deux tomes et une histoire courte de Taizan 5 sortant le même jour  (ISBN 978-2-8116-7802-9).

## Anime
En décembre 2024, une adaptation en anime de la série est annoncée,. Il est annoncé plus tard qu'il s'agit d'un ONA produit par le studio d'animation Enishiya (ja) et la chaine de télévision TBS. La série est composée de 6 épisodes réalisée et scénarisée par Shinya Iino. Keita Nagahara s'occupe du design des personnages et Yoshiaki Fujisawa compose la musique. La série est diffusée du 28 juin au 2 août 2025 sur plusieurs plateformes de diffusion en ligne. En Asie, Medialink (en) s'occupe de la diffusion via sa chaine Youtube Ani-One Asia. Pour les pays francophones et anglophones, la série est disponible sur Crunchyroll.
Le générique d'ouverture s'intitule Happy Lucky Chappy (ハッピーラッキーチャッピー, Happī Rakkī Chappī), il est interprété par Ano (ja) tandis que le générique de fin, intitulé Glass no Sen (がらすの線, Garasu no Sen), est interprété par Tele (ja).

### Liste des épisodes
| No | Titre français        | Titre japonais     | Titre japonais           | Date de 1re diffusion |
| No | Titre français        | Kanji              | Rōmaji                   | Date de 1re diffusion |
| -- | --------------------- | ------------------ | ------------------------ | --------------------- |
| 1  | Au toi de 2016        | 2016年のきみへ     | 2016-nen no kimi e       | 28 juin 2025          |
| 2  | Takopi à la rescousse | タコピーの救済     | Takopī no kyūsai         | 5 juillet 2025        |
| 3  | L'aveu de Takopi      | タコピーの告解     | Takopī no kokkai         | 12 juillet 2025       |
| 4  | Le salut d'Azuma      | 東くんの救済       | Azuma-kun no kyūsai      | 19 juillet 2025       |
| 5  | Au toi de 2022        | 2022年のきみへ     | 2022-nen no kimi e       | 26 juillet 2025       |
| 6  | Aux vous de 2016      | 2016年のきみたちへ | 2016-nen no Kimi-tachi e | 2 août 2025           |

## Accueil
Le Péché originel de Takopi remporte le prix de l'Excellence lors du 51e Prix de l'Association des auteurs de bande dessinée japonais en 2022. La série est 3e de l'édition 2023 de la liste Kono Manga ga sugoi! de Takarajimasha pour les lecteurs masculins. La série est 9e du classement du meilleur manga 2023 « Kono manga o yome! » de Freestyle magazine. Il est nommé pour le 16e grand prix du manga en 2023, terminant à la 10e place sur 11 nommés. La même année, la série est nommée pour le 27e Prix culturel Osamu-Tezuka et pour le 54e Prix Seiun dans la catégorie de la meilleure bande dessinée.
En février 2022, il est annoncé que la série dépasse les 2 millions de vues par jour sur la plateforme Shōnen Jump+. Le premier tome se vend à 41 277 exemplaires lors de la première semaine et le second à 198 505 exemplaires lors de sa première semaine. En mai 2022, plus d'1,2 million d'exemplaires du manga étaient en circulation, en incluant les versions numériques.

### Annotations
1. ↑  Les titres français de l'adaptation en anime proviennent de Crunchyroll.